# Sistema integrable
En matemàtiques, la integrabilitat és una propietat de certs sistemes dinàmics. Tot i que hi ha diverses definicions formals diferents, de manera informal, un sistema integrable és un sistema dinàmic amb prou quantitats conservades, o primeres integrals, que el seu moviment es limita a una subvarietat de dimensionalitat molt menor que la del seu espai de fases.
Sovint es coneixen tres característiques que caracteritzen els sistemes integrables:
- l'existència d'un conjunt màxim de magnituds conservades (la propietat definidora habitual de la integrabilitat completa)
- l'existència d'invariants algebraics, que tenen una base en la geometria algebraica (una propietat coneguda de vegades com a integrabilitat algebraica)
- la determinació explícita de solucions en una forma funcional explícita (no una propietat intrínseca, sinó una cosa que sovint es coneix com a solubilitat)

Els sistemes integrables es poden veure com molt diferents en caràcter qualitatiu dels sistemes dinàmics més genèrics, que són sistemes més típicament caòtics. Aquests últims generalment no tenen quantitats conservades, i són asimptòticament intractables, ja que una pertorbació arbitràriament petita en condicions inicials pot provocar desviacions arbitràriament grans en les seves trajectòries durant un temps prou gran.
Molts sistemes estudiats en física són completament integrables, en particular, en el sentit hamiltonià, l'exemple clau són els oscil·ladors harmònics multidimensionals. Un altre exemple estàndard és el moviment planetari sobre un centre fix (per exemple, el sol) o dos. Altres exemples elementals inclouen el moviment d'un cos rígid al voltant del seu centre de massa (la part superior d'Euler ) i el moviment d'un cos rígid axialment simètric al voltant d'un punt del seu eix de simetria (la part superior de Lagrange).
A finals de la dècada de 1960, es va adonar que hi ha sistemes completament integrables en física amb un nombre infinit de graus de llibertat, com alguns models d'ones d'aigües poc profundes (equació de Korteweg-de Vries), l'efecte Kerr en fibres òptiques, descrit per l'equació de Schrödinger no lineal, i certs sistemes integrables de molts cossos, com la xarxa de Toda. La teoria moderna dels sistemes integrables es va reviure amb el descobriment numèric dels solitons per Martin Kruskal i Norman Zabusky el 1965, que va conduir al mètode de la transformada de dispersió inversa el 1967.
En el cas especial dels sistemes hamiltonians, si hi ha suficients primeres integrals independents de Poisson commutant perquè els paràmetres de flux puguin servir com a sistema de coordenades en els conjunts de nivells invariants (les fulles de la foliació lagrangiana), i si els fluxos són complets. i el conjunt de nivells d'energia és compacte, això implica el teorema de Liouville-Arnold; és a dir, l'existència de variables d'angle d'acció. Els sistemes dinàmics generals no tenen aquestes magnituds conservades; en el cas dels sistemes hamiltonians autònoms, l'energia és generalment l'única, i en els conjunts de nivells d'energia, els fluxos són típicament caòtics.
Un ingredient clau per caracteritzar sistemes integrables és el teorema de Frobenius, que afirma que un sistema és integrable de Frobenius (és a dir, es genera per una distribució integrable) si, localment, té una foliació per varietats integrals màximes. Però la integrabilitat, en el sentit de sistemes dinàmics, és una propietat global, no local, ja que requereix que la foliació sigui regular, amb les fulles incrustades en subvarietats.
La integrabilitat no implica necessàriament que les solucions genèriques es puguin expressar explícitament en termes d'algun conjunt conegut de funcions especials; és una propietat intrínseca de la geometria i topologia del sistema, i de la naturalesa de la dinàmica.

## Sistemes dinàmics generals
En el context dels sistemes dinàmics diferenciables, la noció d'integrabilitat es refereix a l'existència de foliats invariants i regulars; és a dir, aquells les fulles dels quals són subvarietats incrustades de la dimensió més petita possible que són invariants sota el flux. Hi ha, doncs, una noció variable del grau d'integrabilitat, en funció de la dimensió de les fulles de la foliació invariant. Aquest concepte té un refinament en el cas dels sistemes hamiltonians, conegut com a integrabilitat completa en el sentit de Liouville (vegeu més avall), que és el que es fa referència amb més freqüència en aquest context.

## Sistemes hamiltonians i integrabilitat de Liouville
En el marc especial dels sistemes hamiltonians, tenim la noció d'integrabilitat en el sentit de Liouville. (Vegeu el teorema de Liouville–Arnold). La integrabilitat de Liouville significa que existeix una foliació regular de l'espai de fases per varietats invariants de manera que els camps vectorials hamiltonians associats amb els invariants de la foliació abasten la distribució tangent. Una altra manera d'afirmar-ho és que existeix un conjunt màxim d'invariants de commutació de Poisson funcionalment independents (és a dir, funcions independents a l'espai de fases els parèntesis de Poisson amb l'hammiltonià del sistema, i entre si, s'esvaeixen).

## L'enfocament Hamilton–Jacobi
En la teoria de la transformació canònica, existeix el mètode Hamilton–Jacobi, en el qual es busquen solucions a les equacions de Hamilton trobant primer una solució completa de l'equació associada de Hamilton-Jacobi. En terminologia clàssica, això es descriu com la determinació d'una transformació a un conjunt canònic de coordenades format per variables completament ignorables; és a dir, aquells en els quals no hi ha cap dependència de l'Hamiltonià d'un conjunt complet de coordenades de "posició" canònica i, per tant, els moments conjugats canònicament corresponents són totes quantitats conservades. En el cas de conjunts de nivells d'energia compactes, aquest és el primer pas per determinar les variables d'angle d'acció. En la teoria general d'equacions diferencials parcials de tipus Hamilton – Jacobi, una solució completa (és a dir, una que depèn de n constants d'integració independents, on n és la dimensió de l'espai de configuració), existeix en casos molt generals, però només en el sentit local. Per tant, l'existència d'una solució completa de l'equació de Hamilton-Jacobi no és en cap cas una caracterització de la integrabilitat completa en el sentit de Liouville. La majoria dels casos que es poden "integrar explícitament" impliquen una separació completa de variables, en la qual les constants de separació proporcionen el conjunt complet de constants d'integració que calen. Només quan aquestes constants es poden reinterpretar, dins de la configuració de l'espai de fase completa, com els valors d'un conjunt complet de funcions de desplaçament de Poisson restringides a les fulles d'una foliació lagrangiana, es pot considerar el sistema com a completament integrable en el sentit de Liouville.

## Sistemes quàntics integrables
També hi ha una noció de sistemes quàntics integrables.
En l'entorn quàntic, les funcions de l'espai de fase s'han de substituir per operadors autoadjunts en un espai de Hilbert, i la noció de funcions de commutació de Poisson ha de ser substituïda per operadors de commutació. La noció de lleis de conservació ha d'estar especialitzada en les lleis de conservació locals. Cada hamiltonià té un conjunt infinit de magnituds conservades donades pels projectors als seus estats propis d'energia. Tanmateix, això no implica cap estructura dinàmica especial.

## Models exactament resolubles
En física, els sistemes completament integrables, especialment en l'entorn de dimensions infinites, sovint es coneixen com a models exactament resolubles. Això enfosquia la distinció entre integrabilitat, en el sentit hamiltonià, i el sentit més general dels sistemes dinàmics.
També hi ha models exactament resolubles en mecànica estadística, que estan més relacionats amb els sistemes quàntics integrables que els clàssics. Dos mètodes estretament relacionats: l'enfocament Bethe ansatz, en el seu sentit modern, basat en les equacions de Yang-Baxter i el mètode de dispersió inversa quàntica, proporcionen anàlegs quàntics dels mètodes espectrals inversos. Aquests són igualment importants en l'estudi de models resolubles en mecànica estadística.